# Illiat

Illiat este o comună în departamentul Ain din estul Franței.